# Tetramerium abditum
Tetramerium abditum är en akantusväxtart som först beskrevs av T.S. Brandegee, och fick sitt nu gällande namn av T.F. Daniel. Tetramerium abditum ingår i släktet Tetramerium och familjen akantusväxter. Inga underarter finns listade i Catalogue of Life.